# Mi pequeño tesoro
Mi pequeño tesoro es el título de una canción de la banda de española Presuntos Implicados, compuesta por Sole Giménez. 

## Descripción
Incluida en su séptimo álbum de estudio, El pan y la sal. La letra fue compuesta con ocasión del nacimiento de Alba, la primera hija de la autora, constituyendo un auténtica declaración de lo infinito del amor materno, tanto durante el embarazo, como desde el momento de la llegada del nuevo ser al mundo.

## Versiones
El tema fue versionado por Leticia Pérez en la tercera edición del talent show Operación Triunfo (2003).